# Bloc démocratique camerounais
Pour les articles homonymes, voir BDC.
Le Bloc démocratique camerounais (BDC) est un parti politique camerounais fondé en 1949 par Louis-Paul Aujoulat. Réformiste, il milite pour une évolution politique au sein de l'Union française.
Contrairement aux autres partis créés entre 1949 et 1954, il ne s'appuie pas directement sur une appartenance ethnique. Son électorat se recrute principalement à Yaoundé et parmi les élites.
Lorsque le docteur Aujoulat perd les élections de janvier 1956, l'influence du BDC diminue et il disparaît alors de la scène politique.